# Johan Halvorsen
Johan Halvorsen (Drammen, 15 de marzo de 1864 – Oslo, 4 de diciembre de 1935) fue un compositor, director de orquesta y violinista noruego. 
Estudió en Estocolmo, Bergen y Leipzig, y después se dio a conocer como concertista. Más tarde fue profesor de violín en el Conservatorio de Helsingfors, y director de orquesta de la Ópera y de los conciertos sinfónicos de Bergen y desde 1906 director de orquesta del Teatro Nacional de Oslo. 
Compuso un Concierto para violín, tres suites para piano y violín; la música para los dramas Vasantasena, The King, Uber die Kraft, Gurre y Fossegrimen; una cantata para la coronación del rey Haakon VII; piezas para piano, coros y melodías corales.